# Snijsselbos
Het Snijsselbos (vaak ook Snijsselsbos) is een bos in de gemeente Steenokkerzeel in de Belgische provincie Vlaams-Brabant. Het bos ligt vlak bij het gehucht Boekt en de noordelijke uitloper reikt tot in de Zemstse deelgemeente Elewijt.

## Geografie
De noord-zuidas van het bos heeft een lengte van bijna twee kilometer. De oost-westas heeft nergens een lengte groter dan 700 meter. De Barebeek vormt lange tijd de oostgrens van het bos, in het noorden gaat ze dwars erdoorheen en vormt de beek een tijdje de gemeentegrens tussen Steenokkerzeel en Zemst. Het uiterste zuiden van het bos grenst voor een klein deel aan het in Kampenhout gelegen Hellebos. 